# Tangara du Huallaga
Ramphocelus melanogaster
Espèce
Statut de conservation UICN

 LC  : Préoccupation mineure
Le Tangara du Huallaga (Ramphocelus melanogaster) est une espèce de passereau appartenant à la famille des Thraupidae.

## Répartition
Il est endémique au Pérou (vallée du Huallaga).

## Habitat
Il habite les forêts humides subtropicales ou tropicales en plaine et les forêts primaires fortement dégradées.

## Sous-espèces
D'après Alan P. Peterson, il en existe 2 sous-espèces :
- Ramphocelus melanogaster melanogaster (Swainson) 1838
- Ramphocelus melanogaster transitus Zimmer 1929